# 更科堀井
更科堀井（さらしなほりい）は、東京都港区元麻布三丁目にある1789年（寛政元年）創業のそば屋店舗。

## 概要
更科堀井の創業は1789年（寛政元年）、信州出身で信州特産晒布の保科家御用布屋だった八代目清右衛門が、保科家の江戸屋敷傍の麻布永坂町に、そば屋「信州更科蕎麦所 布屋太兵衛」を創業したのが始まり。当初は、大名屋敷や寺院などに出入していたが、明治時代半ばの最盛期には、皇室や宮家などにも出前を届けた。
1941年（昭和16年）、関東大震災や昭和初期の国内外の恐慌等の影響を受け、一時、廃業となった。戦後、店を再建したが、会社組織となったため、「永坂更科」や「布屋太兵衛」の登録商標は堀井家から離れた。1984年（昭和59年）12月、現在地である麻布十番商店街に「総本家 更科堀井」を開店した。
信濃の国はかつては科（シナ）野の国で、科の木の多いところだった。この木の皮を剥いで縄につくり、布を織ったり、紙をすいたりした。仁科は煮科、保科は穂科、科の花の形容か、更科は晒科の意か、この科の皮は丈夫なので桶のたがにも利用されていた。

## 沿革
- 1789年（寛政元年） - 堀井家は信州高遠の保科松平家の御用布屋で、信州特産の晒布を保科家の江戸屋敷に出入していた[1]。初代は布屋太兵衛（堀井清助）といい、江戸では麻布1番通り竹屋町にあった保科家の屋敷の長屋に滞在を許されていた。清助は1693年（元禄6年）の秋ここで世を去った[1]。八代目堀井清右衛門（現「更科堀井」初代布屋太兵衛）のとき、領主保科兵部少輔からそば打ちがうまいのを見込まれ、布屋よりも蕎麦屋の方が良いのではと勧められ、麻布永坂町の三田稲荷（高稲荷）下に「信州更科蕎麦所 布屋太兵衛」の看板を掲げた[3][4]。

- 1824年（文政7年） - 『江戸買物独案内 飲食之部』、名物そば屋（御膳蕎麦処）18軒に、「信州 更科蕎麦所 麻布永坂高いなりまえ 布屋太兵衛」が挙げられている[6]。御膳蕎麦とは、将軍家御用を承わり、江戸城中の愛顧を受けていたので、「御膳蕎麦」を創製、またこの一家は仏心厚かったので、増上寺とも誼みが深く、いよいよ繁昌した[2]。

- 1848年（嘉永元年） - 『江戸名物酒飯手引草』には、120軒のそば屋の中の「更科」の屋号6軒中に「更科生そば麻布永坂町布袋屋太兵衛」と誤って挙げられている。
- 1858年（安政6年） - 四代目布屋太兵衛没。
- 1869年（明治2年） - 神田錦町に初代堀井丈太郎「神田錦町分店」を開店した。創業以来五代目に至るまで、一軒も支店を出していなかった。初代堀井丈太郎は、本店六代目松之助の妹堀井かねとは従兄妹同士の間柄で、丈太郎が堀井かねの婿養子になる形で結婚、分店として出店、屋号は布屋丈太郎であった。一門の古いしきたりで、暖簾分けには分店と支店のふた通りがあった。分店と名乗れるのは本家の子どもが新たに出した店の場合に限られた。
- 1873年（明治6年） - 五代目布屋松之助没。
- 1875年（明治8年） - 苗字必称の令により、屋号「布屋」から「堀井」と改め、五代目堀井松之助となる。
- 1899年（明治32年） - 深川佐賀町に初の支店「麻布永坂更科支店 布屋善次郎」を開店。
- 1902年（明治35年） - 日本橋三代町（現・日本橋兜町）に「有楽町更科」を開店。

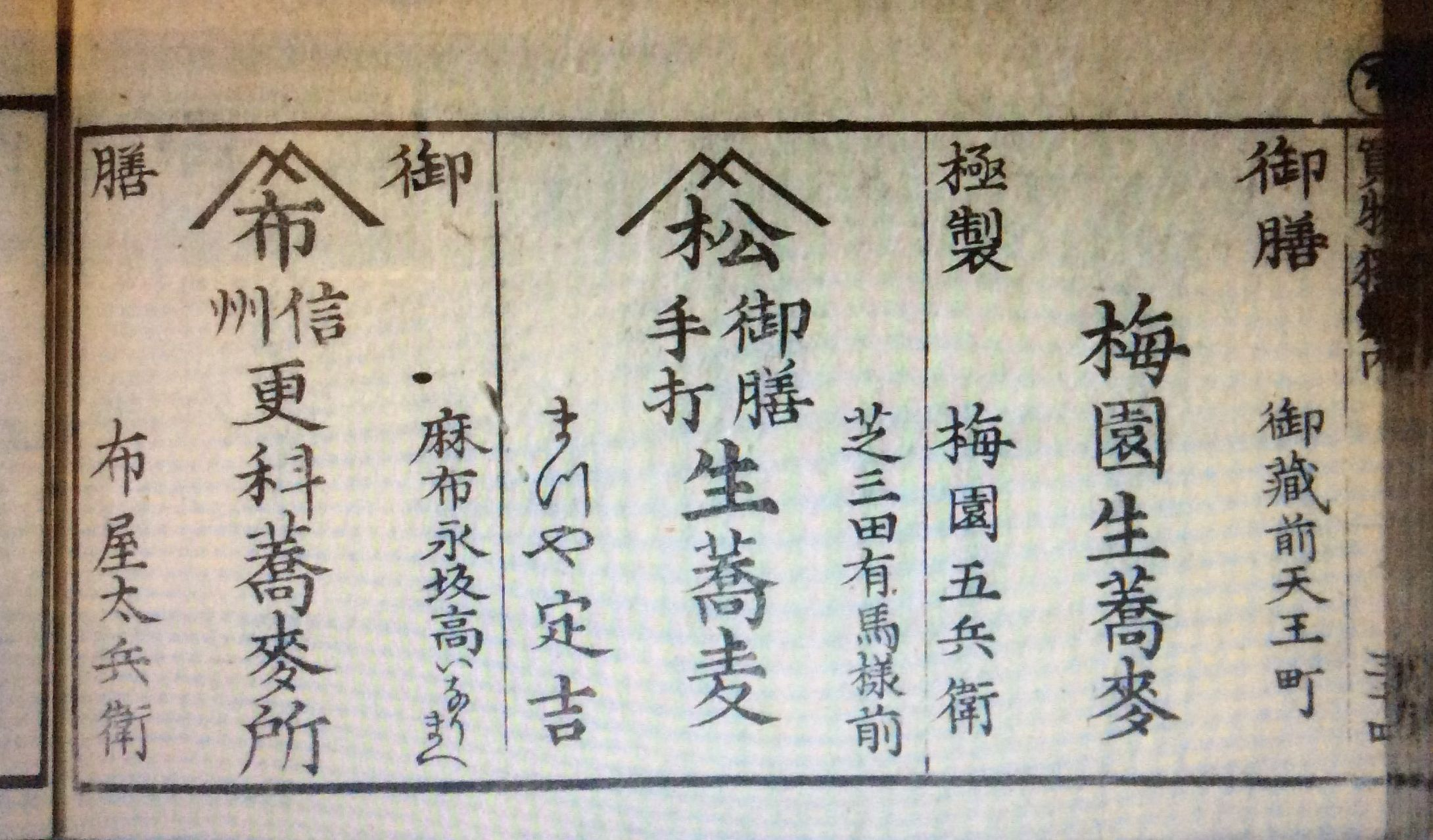
文政7年（1824年）、『江戸買物独案内』、名物そば屋（御膳蕎麦所）より

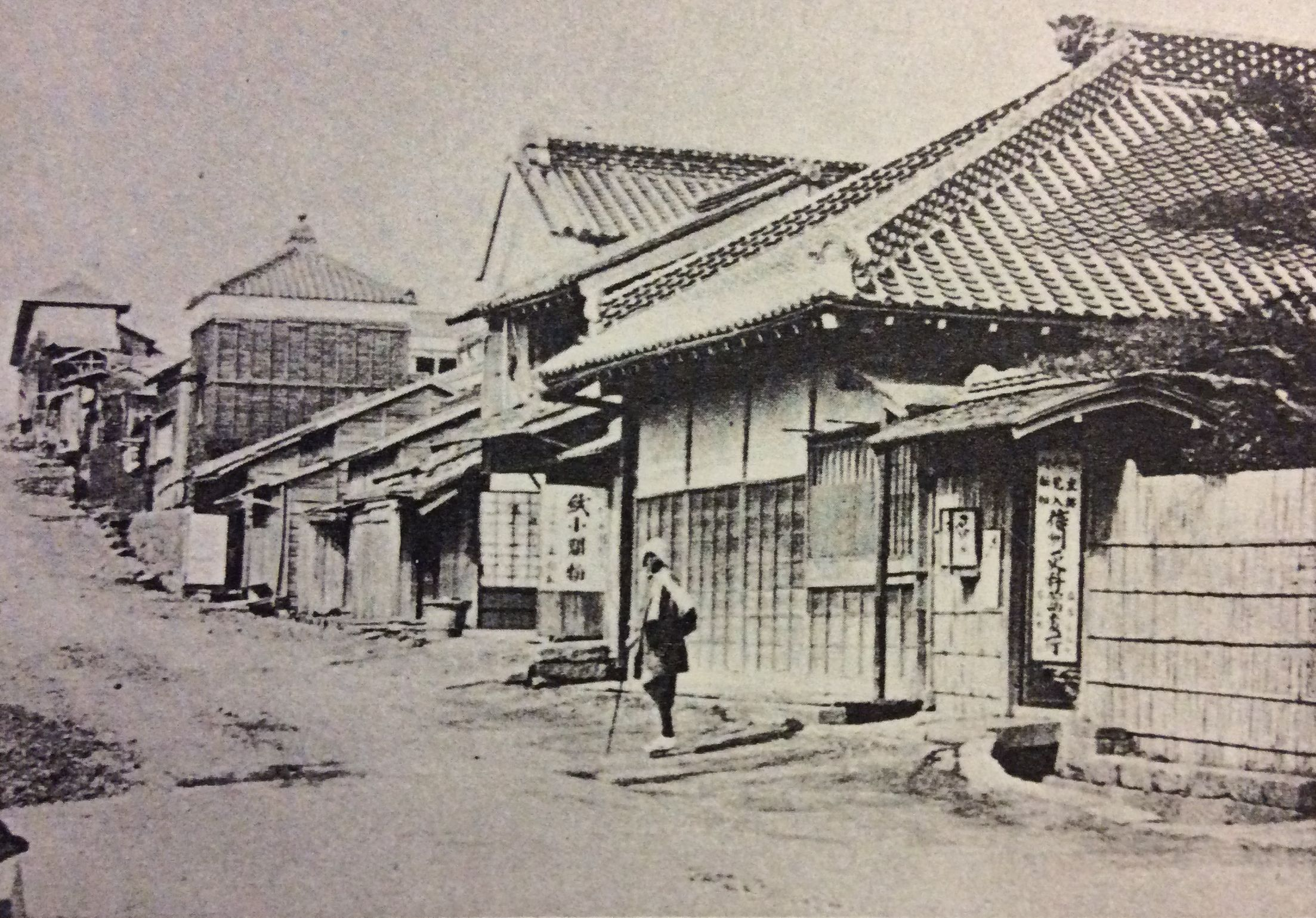
明治10年（1877年）頃、『一億人の昭和史 明治上』、明治10年頃の永坂更科より

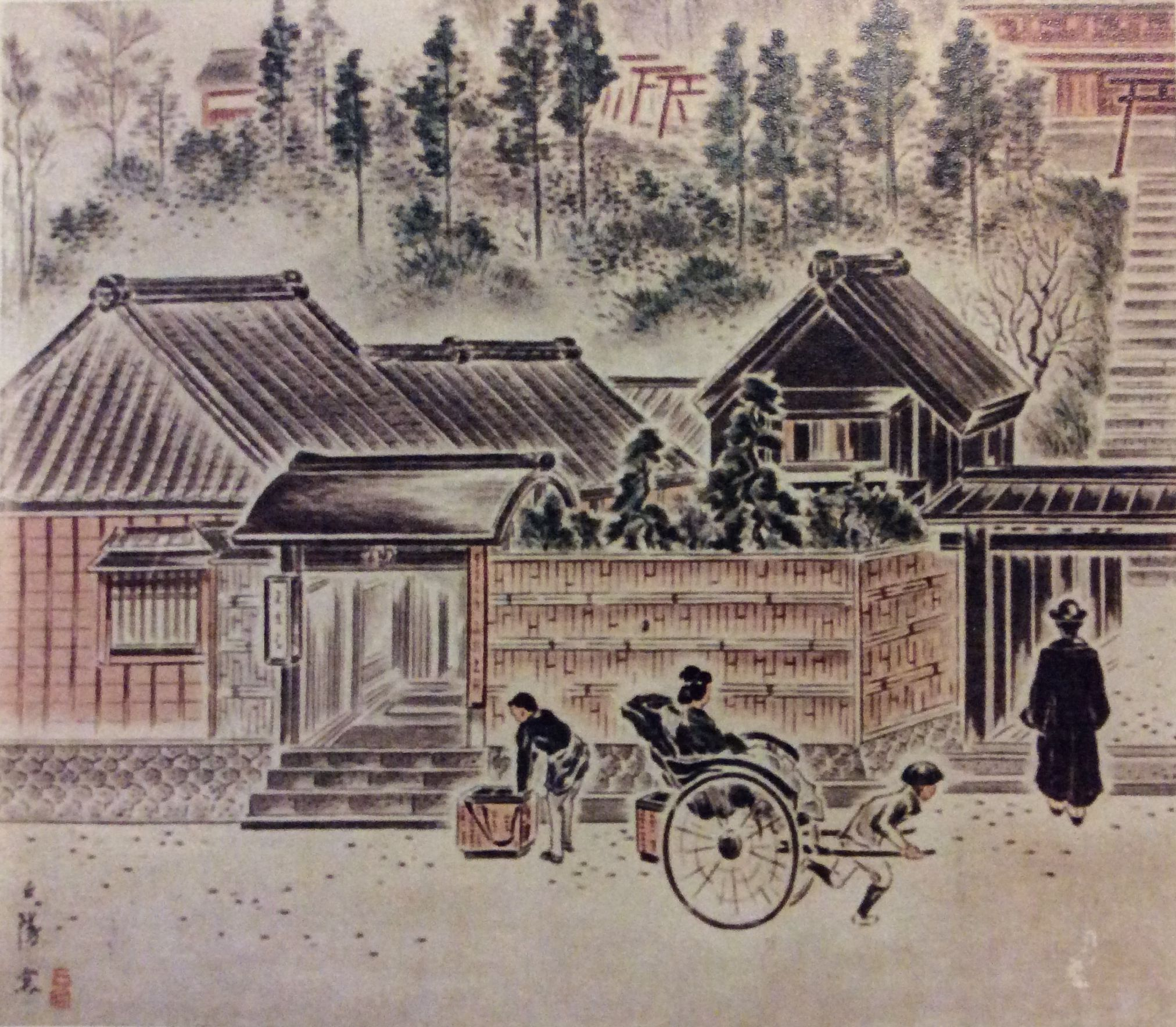
明治31年（1898年）頃、『永坂町更科蕎麦店の図』（山本松谷画）より

- 1912年（明治45年） - 牛込神楽坂に「麻布永坂 牛込通寺町支店」を開店。
- 年代不詳 - 明治後期、芝二本榎西町に「芝二本榎西町支店」を開店。
- 年代不詳 - 大正時代、下谷池の端に「下谷池の端仲町分店」を開店。
- 1922年（大正11年） - 日本橋三代町の店を麹町区有楽町に、「有楽町更科」として移転。

- 1927年（昭和2年） - 六代目堀井松之助没。
- 1930年（昭和5年） - 不景気のどん底の年で、更科一門もしばの値段を下げた。この時の麻布永坂更科一門は、麻布永坂本店、下谷池之端仲町分店、神田錦町分店、牛込通寺町支店、芝二本榎西町支店、府下品川町歩行新宿支店、京橋区尾張町支店、麹町区有楽町支店の8店だが、尾張町と有楽町は同経営者なので全部で7店で、巷間「更科お七軒様」と呼ばれていた。
- 1936年（昭和11年） - 堀井良造（6人きょうだいの末っ子、四男、後の八代目）生まれる。
- 1941年（昭和16年） - 本店七代目堀井堀井保のとき、大正末期から昭和初期にかけての、関東大震災、国内外の金融恐慌、堀井家が出資していた麻布銀行の倒産等の影響により廃業に追い込まれる。本店の廃業とともに、廃業する支店も多く出て、「錦町」と「有楽町」の支店のみとなる。本店危機のにさいして、親族、一門が集まった時、血縁関係から錦町が本店を継ぐのが筋ではないかという話も出たが、二代目堀井亀雄は「店は錦町一軒だけで十分」といって断り、本店七代目堀井保の身柄を引取った。
- 1942年（昭和17年） - 大東亜戦争で永坂の店が焼失、永坂を引き払い坂下に移転。母きんと良造、きょうだい2人で麻布を去る。
- 1948年（昭和23年） - 戦後の混乱のなか、麻布十番一の橋たもとに料理屋馬場繁太郎が「永坂更科本店」を開店。七代目堀井松之助と馬場繁太郎との間で、「永坂更科」の商号の使用に関して公正証書による契約を締結したことによる。当時、雅叙園に勤めていた七代目堀井松之助を雇用した[10]。（永坂更科の店名使用の承諾書が交わされたことによる。後に、店名に関し裁判になり、承諾書の存在により、「麻布永坂 更科本店」と、「永坂」と「更科」の間を離すことで和解した[11]。）
- 1949年（昭和24年）10月 - 合資会社「麻布永坂更科 総本店」設立。七代目堀井松之助、妻きん、麻布十番商店街の小林玩具店 小林勇（現・永坂更科布屋太兵衛の初代）、麻布十番商店街の組合長木村政吉により伝統の暖簾が再開された。（後に、八代目堀井良造は、「永坂更科」の店名商標登録が法人取得だったため、その後に厄介な問題を起こすこととなり、「大失敗でした」といった[1]）。
- 1950年（昭和25年）10月5日 - 東京法務局日本橋出張所、昭和25年10月5日受付、馬場繁太郎「株式会社 麻布永坂 更科本店」設立登記。
- 年代不詳 - 昭和30年代、合資会社「麻布永坂更科 小林勇」設立、七代目堀井松之助、妻きんも出資したが、当初の約束で5年後に退社。

- 1956年（昭和31年） - 渋谷の東急文化会館4階特選食堂街に「永坂更科布屋太兵衛」を開店。
- 1959年（昭和34年）11月14日 - 初代小林勇「永坂更科布屋太兵衛」を設立（登記簿上）。
- 1960年（昭和35年） - 堀井良造（後の「更科堀井」八代目）は大学を卒業、合資会社「永坂更科布屋太兵衛」に入社。
- 1961年（昭和36年） - 二つの会社合併により、株式会社「永坂更科布屋太兵衛」となる、代表権は小林勇のものとなり、「布屋太兵衛」も商標登録された。
- 1971年（昭和46年）
  - 2月28日 - 永坂更科つごもり会（第1回）、麻布総本店にて開催、出席会員67名（神田錦町 更科分店の三代目堀井松太郎も出席していた）。
  - 4月1日 - 会誌『蕎麦そのほか』、第1号発刊。

- 1984年（昭和59年）
  - 5月30日 - 朝日新聞、『永坂更科商号争い そば店しにせ敗訴』 - 「永坂更科布屋太兵衛」の小林勇社長は、「麻布永坂 更科本店」の馬場進社長を相手取り、類似商号の使用禁止を求めていた民事裁判で、東京地裁は「被告は、原告会社の前身（七代目堀井太兵衛）から商号の使用許可を得ている」として、原告側の請求を棄却した[13][14][15]。
  - 12月4日 - 「永坂更科布屋太兵衛」の専務取締役堀井良造は経理・人事等を担当したが、24年間勤めた会社から離れ、麻布十番商店街（現在地）に「信州更科 布屋総本店」を開店（登記簿上は10月17日）。

- 1994年（平成6年） - 「有楽町更科」は後継者がなく閉店。
- 年代不詳 - 店名の「布屋」使用について、使用権を巡って裁判となり、「更科堀井」と改称した。地元の人達が「堀井の更科」と呼んでいたのが改称のヒントとなった、これで、戦後の堀井家の、「更科堀井」、「麻布永坂更科本店」、「永坂更科布屋太兵衛」、3店の屋号の問題に終止符がうたれた。

- 2016年（平成28年） - 九代目堀井太兵衛（堀井良教）「更科堀井」として現在に至る[1]。
- 2021年（令和3年） - 海外進出、ニューヨークに開店[17]。

## 変わり蕎麦
- 1月4日-8日 - 桜海老切
- 1月9日-31日 - 柚子切
- 2月1日-28日 - 春菊切
- 3月1日-3日 - 三色そば
- 3月4日-14日 - ふきのとう切
- 3月16日-4月10日 - 桜切
- 4月11日-30日 - 木の芽切
- 5月1日-10日 - 茶そば
- 5月11日-23日 - よもぎ切そば
- 5月24日-6月5日 - 紅花切そば
- 6月6日-20日 -　蓼切
- 6月21日-30日 - トマトつなぎ
- 7月1日-7日 - 笹切
- 7月8日-31日 - 青海苔切
- 8月1日-31日 - しそ切
- 9月1日- 21日 - 青柚子切
- 9月22日-10月9日 - 菊切
- 10月10日-31日 - くこ切
- 11月1日-21日 - くちなし切
- 11月22日-30日 - 柿の葉切
- 12月1日-30日 - 柚子切
- 12月22日 - かぼちゃ切[18]

## 店舗情報
- 麻布十番本店 - 東京都港区元麻布三丁目11番4号
- 伊勢丹立川店 - 東京都立川市曙町二丁目5番1号、伊勢丹立川店レストラン街8階
- 日本橋高島屋店 - 東京都中央区日本橋二丁目5番1号、新館6階

## 交通アクセス
- 鉄道
  - 都営大江戸線 - 麻布十番駅より徒歩5分、都営大江戸線 - 六本木駅より徒歩10分。
  - 東京メトロ南北線 - 麻布十番駅より徒歩5分、東京メトロ日比谷線 - 六本木駅より徒歩10分。

## ギャラリー
- 店舗正面（2016年2月22日撮影）
- 店舗内（2017年9月23日撮影）
- 「さらしな」（2016年2月22日撮影）
- 変わり蕎麦「しそ切」（2016年8月16日撮影）
- 変わり蕎麦「菊切」（2017年9月23日撮影）